# جهنده‌ماهی نارنجی
جهنده‌ماهی نارنجی (نام علمی: Percina aurantiaca) نام یک گونه از سرده جهنده‌ماهی‌های شکم‌زبر است.